# Shavuot
Shavuot (ouvirⓘ, do hebraico: שָׁבוּעוֹת, romaniz.: Šāvūʿōṯ, lit.  'Semanas') ou Shvues (ouvirⓘ, em alguns usos Asquenazes), é um feriado judaico, um dos Três Festivais de Peregrinação. Ocorre no sexto dia do mês hebraico de Sivan; no século 21, pode cair em qualquer lugar entre 15 de maio e 14 de junho no calendário gregoriano.
Em Levítico 23:15, está escrito: "Depois para vós contareis desde o dia seguinte ao sábado, desde o dia em que trouxerdes o molho da oferta movida: sete semanas inteiras serão."

## Origem
O caráter mais antigo de Shavuot é o de uma festa rural.
No mês de Sivan (calendário hebraico) terminava a colheita de cereais, e assim, dos produtos extraídos do solo, eram separadas as primícias  (primeiras colheitas), como oferendas. Nenhum cereal da nova colheita podia ser utilizado antes do dia 6 de Sivan, data em que esse sacrifício se tornava efetivo. Por isso Shavuot se chama também Chag Ha Bicurim, festa das primícias.
Na época do Templo de Jerusalém, Shavuot assim como Pessach e Sucot se caracterizavam pelas peregrinações dos filhos de Israel. Grandes grupos de agricultores afluíam de todas as províncias, e o país adquiria um aspecto animado e pitoresco.
Os peregrinos marchavam para Jerusalém, acompanhados durante todo o trajeto pelos alegres sons das flautas. Em cestos decorados com fitas e flores, cada qual conduzia sua oferta de primeiros frutos: trigo, cevada, uvas, figos, romãs, azeitonas e tâmaras, produtos que davam renome ao solo da Terra de Israel.
Chegados a Jerusalém, eram acolhidos com cânticos de boas-vindas e entravam no Templo, onde faziam a entrega de seus cestos de ofertas ao cohen. A cerimônia se completava com hinos, toques de harpas e outros instrumentos musicais.
Posteriormente, o Shavuot evoluiu para uma festa doméstica, com grande fartura de alimentos, para comemorar uma boa colheita.
Segundo o judaísmo rabínico, o Shavuot também celebra a revelação da Torá ao povo Yahshurum (ou Jeshurun), por volta de 1300 a.C., por ocasião da saída dos judeus do Egito.